# ビラヴィッド
ビラヴィッド（The Beloved）は、イギリスの電子音楽バンドである。
1983年にジョン・マーシュ（Jon Marsh）がプレスに広告を載せ、その後、スティーヴン・ワディントンとティム・ハヴァードらと3人で活動を始める。1988年にハヴァードが、1990年にワディントンが脱退し、代わりにジョンの妻であるヘレナが加入、夫婦デュオとなった。
1990年にシングル「Hello」がヒット。1993年に「Sweet Harmony」のプロモーションビデオ（裸の女性の集団とジョンが登場する内容。中にはテレビのニュースキャスターがいた）で物議を醸す。その頃から、前置詞Theを外して「Beloved」と名乗るようになる。
音楽性は、結成直後はギター・サウンドだったが、基本的にはニュー・オーダーのようなドラムマシーンを使ったダンス・ミュージックである。

## ディスコグラフィ

### アルバム
- Where It Is (1988年、Flim Flam Productions)
- 『幸福の予感』 - Happiness (1990年、East West) ※「幸福」に「しあわせ」のルビ
- 『ブリッスド・アウト』 - Blissed Out (1990年、East West)
- 『コンシェンス』 - Conscience (1993年、East West)
- X (1996年、East West)
- 『シングル・ファイル』 - Single File (1997年、East West) ※コンピレーション・アルバム
- The Sun Rising (2005年) ※コンピレーション・アルバム